# Calymperes strictifolium
Calymperes strictifolium là một loài rêu trong họ Calymperaceae. Loài này được Mitt. G. Roth mô tả khoa học đầu tiên năm 1911.